# Будки (Наровлянский район)
Будки (бел. Будкі) — деревня в Головчицком сельсовете Наровлянского района Гомельской области Беларуси.
Около деревни месторождение суглинков.

## География

### Расположение
В 25 км на юго-запад от Наровли, 15 км от железнодорожной станции Ельск (на линии Калинковичи — Овруч), 188 км от Гомеля.

### Гидрография
На севере, западе и юге мелиоративные каналы.

## Транспортная сеть
Транспортные связи по просёлочной, а затем автодороге Ельск — Наровля. Планировка состоит из криволинейной улицы, ориентированной с юго-востока на северо-запад, от которой в центре отходят на восток две короткие улицы. Застройка двусторонняя, деревянная, усадебного типа. В 1987 году построены 50 кирпичных, коттеджного типа, домов, в которых разместились переселенцы из загрязненных радиацией в результате катастрофы на Чернобыльской АЭС мест.

## История
По письменным источникам известна с XIX века как село в составе поместья Головчицы, которое принадлежало Горватам, в Наровлянской волости Речицкого уезда Минской губернии. В 1879 году обозначена в Демидовском церковном приходе. Согласно переписи 1897 года деревня Головчицкие Будки.
В 1931 году организован колхоз «Красный борец», работала кузница. Во время Великой Отечественной войны в июне 1943 года немецкие оккупанты сожгли 110 дворов и убили 77 жителей. На фронтах и в партизанской борьбе погибли 98 жителей из деревень колхоза, память о них увековечивает мемориальная плита, установленная в 1967 году в центре деревни. Согласно переписи 1959 года в составе колхоза «Головчицы». Расположены библиотека, детский сад, клуб.

## Население

### Численность
- 2004 год — 92 хозяйства, 196 жителей.

### Динамика
- 1897 год — 41 двор, 284 жителя (согласно переписи).
- 1940 год — 112 дворов.
- 1959 год — 521 житель (согласно переписи).
- 2004 год — 92 хозяйства, 196 жителей.

## Культура
- Клуб-библиотека

## Достопримечательность
- Братская могила

## Известные уроженцы
- Василенко, Галина Константиновна — Герой Социалистического Труда